# Mia Ingolič
Mia Ingolič, slovenska smučarska skakalka, * 15. januar 2009.
Ingolič je članica kluba SSK Ilirija. 15. februarja 2025 je debitirala v svetovnem pokalu na Ljubnem in se z 29. mestom prvič uvrstila med dobitnice točk svetovnega pokala.